# إنها سيدة (أغنية)
إنها سيدة (بالإنجليزية: She's a Lady)‏ أغنية كتبها بول أنكا وصدرت في ألبومه «بول أنكا السبعينيات» عام 1970. سجل الأغنية «توم جونز» عام 1971 لتصبح أكثر نجاحًا من نسخة أنكا وأيضًا أنجح أغاني جونز في الولايات المتحدة وآخر أغنية له تظهر على قوائم بيلبورد. ظهرت الأغنية في افتتاحية ألبوم توم جونز الذي يحمل نفس الأسم.

## ترتيب الأغنية عالميًا
حققت أغنية «إنها سيدة» المرتبة الأولى في مجلة «كاش بوكس Cash Box» لمدة أسبوع وقضت أسبوعًا في المركز الثاني على قائمة الهوت بيلبورد Billboard Hot 100، وكانت الأغنية أيضًا رقم 4 في قائمة «البيلبورد للاستماع السهل US Billboard Easy Listening». صنفها البيلبورد على أنها الأغنية رقم 25 لعام 1971 في كندا، ووصلت الأغنية إلى المركز الأول على قائمة مجلة «بي آر ام 100» الكندية. دخلت الأغنية عام 2008 قاعة مشاهير كتّاب الأغاني الكنديين.

## بول أنكا يتحدث عن الأغنية
قال بول أنكا: تأتي الجملة أو يأتي اللحن في ذهني .. عند تدف رأسي فكرة، اسارع بكتابتها ولا أنتظر حتى تذهب عني. لابد من تقديس هذه اللحظات وعليك بكتابة أي تكملة لما جاء في ذهنك دون تردد. مشكلتي الرئيسية هي الكتابة لتوم جونز وإيجاد الطاقة المناسبة له. أنه مغني صاحب صوت عظيم وأيضا صديق، أغنية "إنها سيدة" ليست أغنية أغنيها أنا على أي حال، ولكن كأغنية لتوم جونز. عندما جائت الأغنية إلى ذهني قمت بكتابة المقطع الأول وبقية المقاطع "تكتب نفسها!"، أنا لا أعرف من أين تأتي الكلمات ولكني أقبل بما يأتي.. كل ما تحتاجه هو فقط بذرة فكرة في رأسك، ولكن يجب أن يكون هناك فن في عقلك. عندما أكتب لشخص آخر غيري، لابد أن أفكر قائلًا: "ماذا يمكن أن يقول هذا المغني؟"، أقوم في هذا الوقت بدور الممثل الذي يؤدي دور شخص آخر .. إذا اتبعت هذا الأسلوب سوف تكتب في أقصر وقت ممكن. لقد أتممت الكتابة في طائرة عائدًا من لندن .. وكتبت الموسيقى خلال ساعة ونصف .. لم احبب هذه الأغنية .. كان توم جونز في ذلك الوقت يتعرض لمنافسة شاب جديد هو "انجيلبيرت".»
أعاد بول أنكا إصدار الأغنية عام 2013 على ألبوم «ثنائيات Duets»، مع نسخة للأغنية تضم بول أنكا وتوم جونز معًا.

## كلمات الأغنية
حسنًا، إنها كل ما تريده Well she's all you'd ever want
إنها من النوع الذي يرغبون في التباهي به ودعوته لتناول العشاء She's the kind they'd like to flaunt and take to dinner
حسنًا، هي دائمًا تعرف مكانها Well she always knows her place
لها أناقة، ولديها نعمة، إنها فائزة She's got style, she's got grace, She's a winner
إنها سيدة واه واه واه She's a Lady. Whoa whoa whoa
إنها سيدة She's a Lady
أتحدث عن تلك السيدة الصغيرة Talkin' about that little lady
والسيدة هي سيدتي and the lady is mine
حسنًا، إنها ليست عقبة في الطريق أبدًا Well she's never in the way
دائما عندها شيء لطيف لقوله، يا لها من نعمة Always something nice to say, Oh what a blessing
يمكنني تركها بمفردها I can leave her on her own
مع العلم أنها بخير بمفردها وليس هناك عبث Knowing she's okay alone, and there's no messing
إنها سيدة واه واه واه She's a Lady. Whoa whoa whoa 
إنها سيدة She's a lady
أتحدث عن تلك السيدة الصغيرة Talkin' about that little lady
والسيدة هي سيدتي and the lady is mine
حسنًا، هي لا تطلب الكثير أبدًا ولا أرفضها Well she never asks for very much and I don't refuse her
اعاملها دائمًا باحترام، لن أسيء معاملتها أبدًا Always treat her with respect, I never would abuse her
من الصعب العثور على ما اجده معها، ولا أريد أن أفقدها What she's got is hard to find, and I don't want to lose her
تساعدني في بناء جبل من كومة صغيرة من الطين Help me build a mountain from my little pile of clay
حسنًا، هي تعرف ما أنا عليه الآن Well she knows what I'm about
تقبل ما يظهر مني، وهذا ليس بالأمر السهل She can take what I dish out, and that's not easy
حسنًا، هي تعرفني جيدًا Well she knows me through and through
إنها تعرف ماذا تفعل وكيف ترضيني She knows just what to do, and how to please me
إنها سيدة She's a lady

## وصلات خارجية
- إنها سيدة (أغنية)
- إنها سيدة (أغنية)